# Bona Sforza

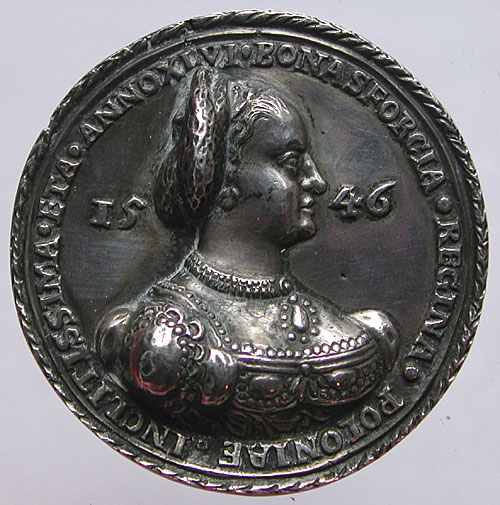
Bona Sforza 1546

Bona Sforza, född 2 februari 1494 i Vigevano i Italien, död 19 november 1557, var en drottning av Polen och storfurstinna av Litauen som gift med Sigismund I av Polen. Hon var formellt regerande hertiginna av Bari och prinsessa av Rossano mellan 1524 och 1557, och innehade rätten till ätten Briennes arvsrätt på tronen i kungadömet Jerusalem. Hon var politiskt aktiv under sin tid som polsk drottning och hade stort inflytande över statens affärer.

## Biografi
Bona Sforza var dotter till hertig Gian Galeazzo av Milano och Isabella av Aragonien. Hon var systerdotter till Bianca Maria Sforza, som var gift med Maximilian I, tysk-romersk kejsare och ärkehertig av Österrike. 
Bona fick en hög utbildning i bland annat juridik, teologi, administration och historia, övervakad av Crisostomo Colonna, medlem i Pontakademin, och Antonio Galateo. Hennes far avled samma år hon föddes, och makten i Milano övertogs av en annan släktgren. Hennes mor lämnade då Milano och bosatte sig med Bona i Bari i sitt hemland Neapel. Hennes mor Isabella försökte ordna ett äktenskap med en makthavare åt Bona, som kunde vara till hjälp för Isabella i den rådande politiska situationen. Med stöd av dynastin Habsburg lyckades hon arrangera ett äktenskap mellan Bona och Polens monark. Vigseln mellan Bona och Sigismund ägde rum i Kraków den 18 april 1518 och följdes av hennes kröning till drottning.

### Drottning
Bona Sforza var en förespråkare för italiensk renässanskultur, och påverkade kraftigt den polska kulturen med denna stil. Dessutom introducerade hon grönsaker från Italien på det polska matbordet. Bona var politiskt aktiv och tog med stöd av maken omedelbart en aktiv del i regeringen och statens affärer. Hon skapade en maktbas genom att dela ut poster och ämbeten till utvalda anhängare. En viktig del av hennes politik var skapandet av större inkomster till kronan, eftersom hon betraktade en stark ekonomisk bas som den viktigast grunden för dynastins politiska handlingsutrymme. Bona bedrev en politik fientlig mot Habsburg.
Vid sin mors död 1524 ärvde Bona Sforza hertigdömet Bari och furstendömet Rossano i Italien samt arvsrätten till kungadömet Jerusalem. Hon försökte byta ut dessa områden mot Schlesien, men företaget stupade på att det inte hade makens stöd. Efter att hon 1527 fallit av sin häst och fått missfall och därefter inte kunde få fler barn, genomdrev hon att hennes son blev makens medregent för att säkra dynastins kontinuitet: 1527 blev han medregent i Litauen och 1529 i Polen. Hennes maktbas försämrades efter att sonen 1544 lämnade Polen för att regera ensam i Litauen. Hon motsatte sig 1547 sonens kärleksäktenskap med Barbara Radziwiłł på grund av att hon var rädd för dennas familjs maktambitioner.

### Senare liv
Efter sin makes död 1548 bosatte sig Bona Sforza i Masovien, där hon levde i åtta år. Hon anklagades 1551 för att ha förgiftat sin svärdotter, drottning Barbara Radziwiłł. År 1556 återvände Bona Sforza till Italien, där hon bosatte sig i sitt eget hertigdöme Bari som regerande hertiginna. Hon dog året därpå efter att ha blivit förgiftad av Gian Lorenzo Pappacod på order av Filip II av Spanien, som ville slippa betala de skulder han hade till henne.

## Barn
1. Isabella Jagiełło, född 18 januari 1519, död 1559, drottning av Ungern, gift med Johan I av Ungern och mor till Johan II av Ungern
2. Sigismund II August av Polen född 1520, död 1572, kung av Polen
3. Sofia Jagellonica, född 1522, död 1575, hertiginna av Braunschweig-Lüneburg, gift med Henrik V av Braunschweig-Lüneburg
4. Anna av Polen, född 1523, död 1596, drottning av Polen, gift med Stefan Batory
5. Katarina Jagellonica, född 1526, död 1583, drottning av Sverige, gift med Johan III, kung av Sverige